# Harold McMunn
Harold McMunn   (Ontario, 6 d'octubre de 1902 - Winnipeg, 5 de febrer de 1964) va ser un jugador d'hoquei sobre gel canadenc que va competir durant les dècades de 1910 i 1920.
El 1924 va prendre part en els Jocs Olímpics de Chamonix, on guanyà la medalla d'or en la competició d'hoquei sobre gel. A nivell de clubs va jugar al Winnipeg Falcons entre 1919 i 1923 i posteriorment al Toronto Granites.